# 上金一家
上金一家（じょうきんいっか）は、千葉県銚子市内に本部を置く暴力団で、指定暴力団双愛会の二次団体。双愛会の有力傘下団体の一つである。

## 来歴
明治年間の創立で、初代総長は吉田米蔵。以降、新井専三の二代目、作田好三の三代目、石井裕の四代目、2002年に発足した御園平の五代目、そして2011年に発足した小髙政司の六代目、と代を辿ってきた。

## 情勢
系譜的には博徒系。同じく銚子に本拠を構える「寺島一家」ならびに「髙寅一家」とともに「双誠会」を結成。この「双誠会」はいわゆる親睦団体で、ともに双愛会の傘下にあたるこれら2団体とあわせて“銚子の御三家”と称されてきた。

## 幹部陣
出典：実話時代 2012年1月号
- 総長：小髙政司 ― 1947年1月12日生[3]。千葉県八街市に生まれ育ち、10代半ばの頃における双愛会系御園組初代組長との出会いを経て、20代半ばで盃を受け正式にヤクザとなった。2011年11月に上金一家の六代目を襲名。[1]
- 舎弟：加藤康二
- 総長補佐：伊藤正巳
- 本部長：石津義春
- 総長付：田中勝広
- 組織委員長：大祖根勝男
- 本部責任者：庄司賢司
- 執行部
  - 石田洋介
  - 伊藤学
  - 高野裕士